# Гаенко, Фаина Григорьевна
Фаина Григорьевна Гаенко (укр. Фаїна Григорівна Гаєнко, настоящая фамилия — Омельченко; 25 сентября [8 октября] 1900, Каховка, Таврическая губерния — 6 января 1965, Львов) — советская украинская актриса. Народная артистка УССР (1954). Член КПСС с 1941.

## Биография
Сценическую деятельность начала в драматическом коллективе при народном доме в Каховке (1918—1920). В 1925—1927 годах — актриса театра им. И. Франко (Киев), в 1927 — филиала Одесского государственного драматического театра, с 1928 — театра им. Заньковецкой (ныне во Львове). В 1920-х годах руководила драматическими самодеятельными коллективами в Каховке, Бериславе, Херсоне.
Актриса широкого диапазона, Гаенко создала яркую галерею характерных, комедийных и лирико-драматич образов. Среди них: Мавка («Лесная песня» Леси Украинки), Хивря («Сорочинская ярмарка» Гоголя), Стеша («Назар Стодоля» Шевченко), София («Несчастная» Карпенко-Карого), Лида, Саломия, Ковшик («Платон Кречет», «Богдан Хмельницкий», «Калиновая роща» Корнейчука), Василиса («На дне»), Эмилия («Отелло»).
В 2016 году одна из улиц в Каховке была названа в её честь.

## Награды
- Народная артистка УССР (1954);
- орден «Знак Почёта» (24.11.1960).